# 수학 조견표
수학 조견표(數學 早見表, Mathematical table)는 전자 계산기가 대중적으로 보급되기 전에 체계적인 인수 목록을 사용하여 계산 결과를 보여주는 숫자 목록으로 사용자는 이러한 조견표를 통해 계산을 단순화하여 속도면에서 크게 효과적일수있었다. 과거 로그 표와 삼각 함수 표 그리고 제곱근 표 등은 수학과 과학 교과서에서 흔히 볼 수있었으며 아직도 몇몇 수학 조견표가 첨부물로 사용되고 있다.
천문학, 천체 항법 및 통계와 같은 응용 프로그램을 위한 전문용 수치 목록표라고 할 수 있는 특수한 수학적 조견표가 제작되었다. 일반적으로 조견표를 줄여서 표라고 부른다.

## 대표적인 수학 조견표
- 로그 표
- 삼각함수 표
- 제곱근 표

## 역사적인 수학 조견표들
미카엘 스티펠(Michael Stifel)은 1544년 뉘른베르크에서 "Arithmetica integra"를 출간했으며, 이 조견표에는 로그 표의 초기 버전으로 간주되는 테이블(머리행과 머리열로 교차하여 해당항목을 검색할 수 있도록 이루어진 표)의 최소한의 형태를 띠고 있다.

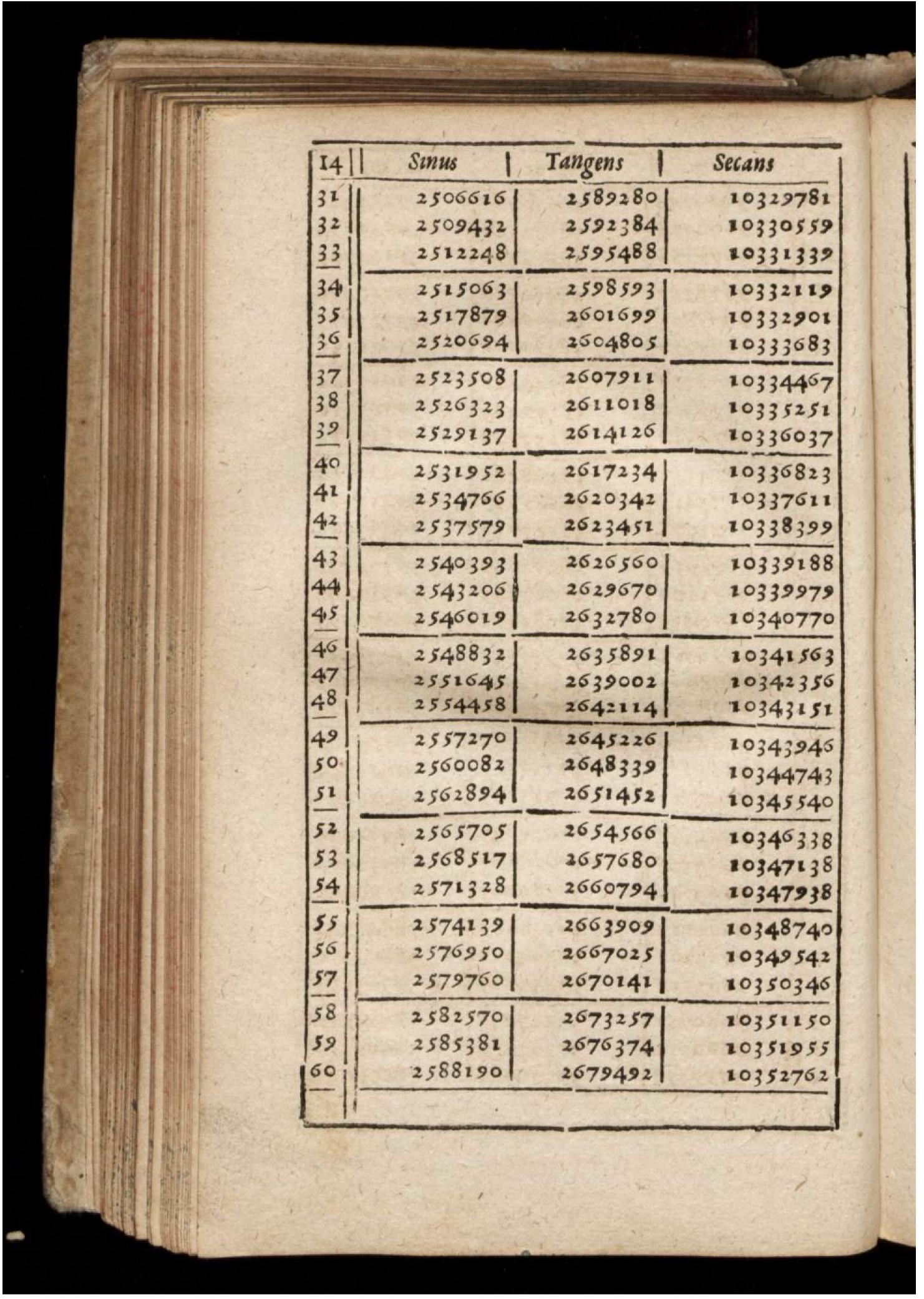
삼각함수 조견표(1619)
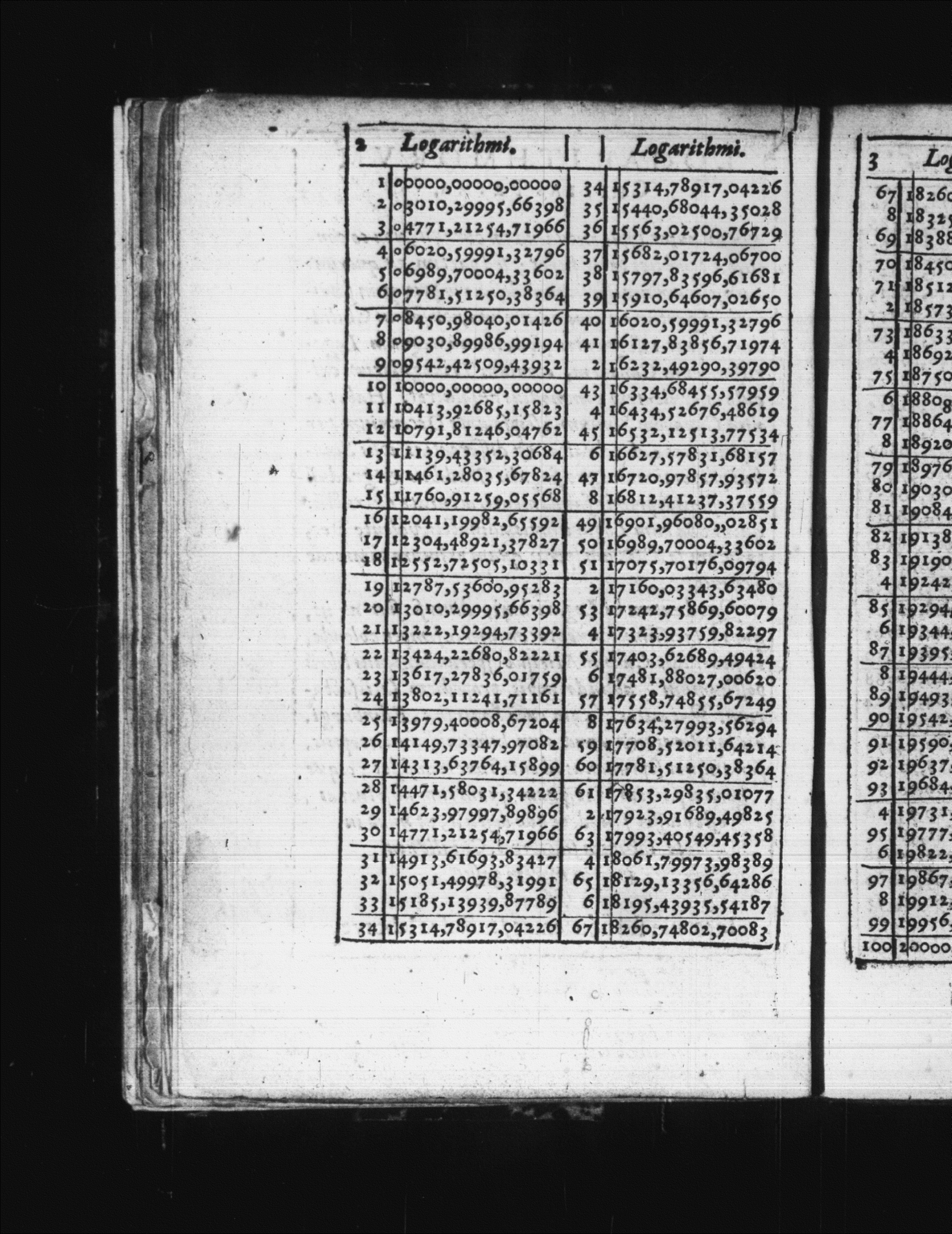
로그 조견표(1617)
20세기의 삼각함수 표
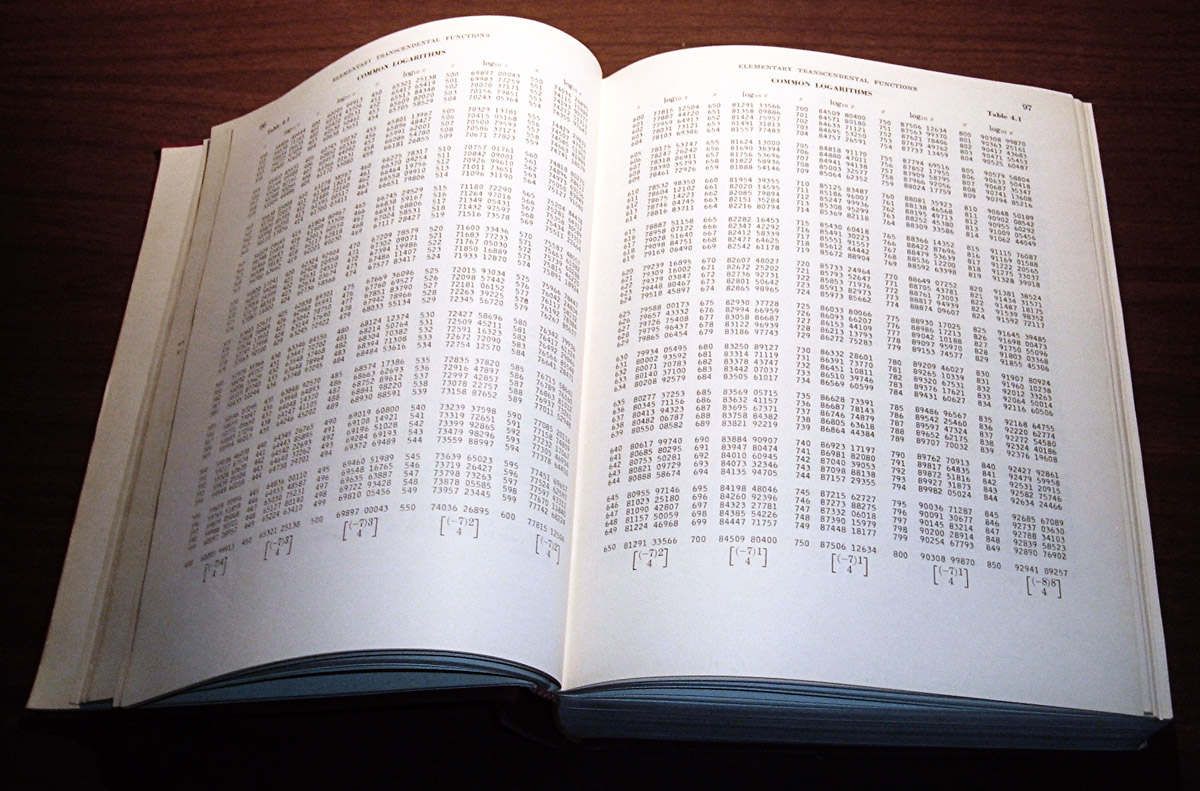
20세기의 로그 표

로그는 1614년 존 네이피어에 의해 "Mirifici Logarithmorum Canonis Descriptio"이라는 책에 공개적으로 소개되었다. 이 책에는 57쪽의 설명 자료와 90쪽의 자연로그 표가 포함되어 있었다. 영국의 수학자인 헨리 브릭스(Henry Briggs)는 1615년 네이피어를 방문하여 네이피어 로그 표의 재 조정을 제안하여 현재의 상용로그를 구현했다. 네이피어는 브릭스에게 수정된 표의 계산을 맡겼으며 1617년에 소수 열네째 자리까지 계산된 1~1000의 상용로그를 정리한 "Logarithmorum Chilias Prima"를 발표했다.

## 같이 보기
- 수열
- 베르누이 수